# Schönfeldspitze
De Schönfeldspitze is een berg in de deelstaat Salzburg, Oostenrijk. De berg heeft een hoogte van 2653 meter.
De Schönfeldspitze is na de Selbhorn de hoogste berg van het Steinernes Meer, dat weer deel uitmaakt van de Berchtesgadener Alpen.